# Fortifications de la Première Guerre mondiale
La Première Guerre mondiale a vu se multiplier la construction d'ouvrages militaires de fortification. La France en compte un grand nombre, ayant été le terrain principal des opérations de guerre.

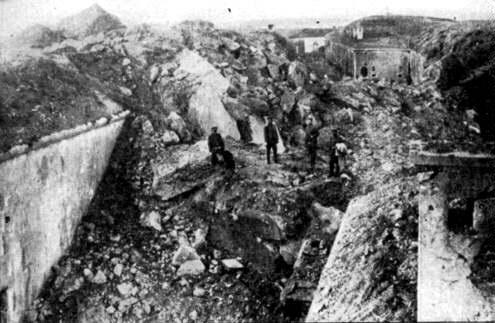
Les ruines du Fort de Lonçin après sa destruction.

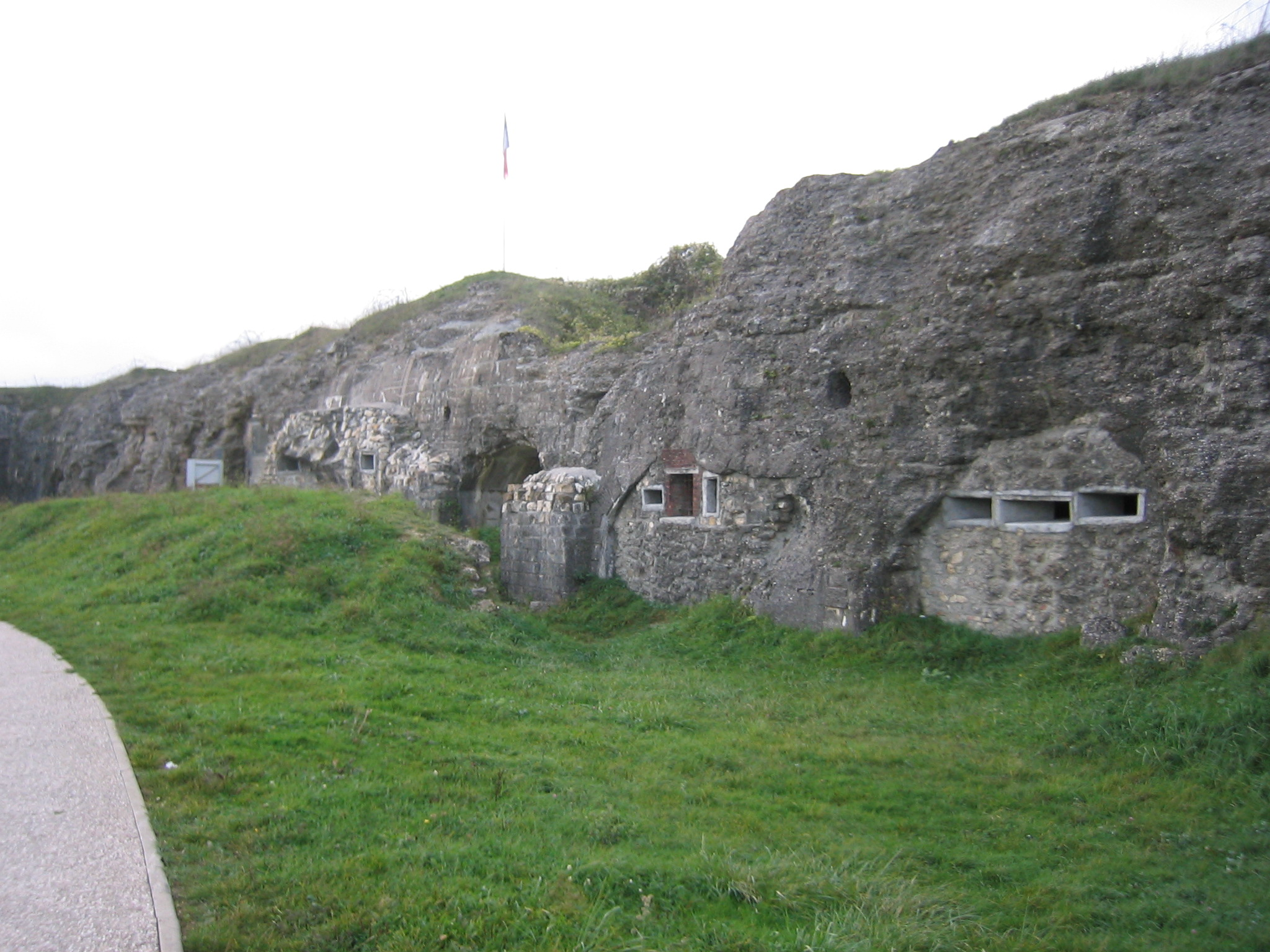
Fort de Vaux

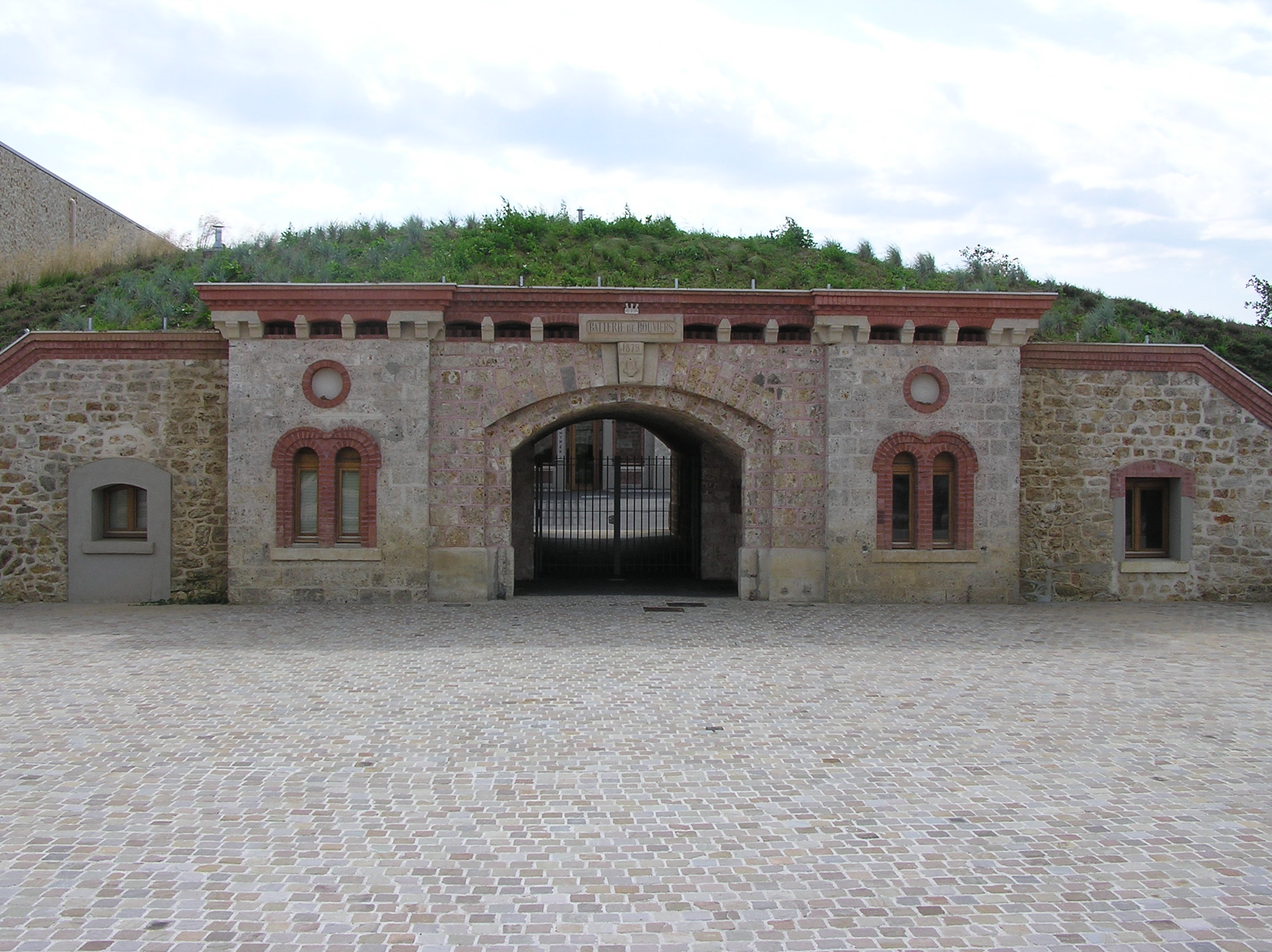
L'entrée de la Batterie de Bouviers à Guyancourt dans les Yvelines

En Belgique
- Ceinture fortifiée de Liège
- Fort de Loncin
- Ceinture fortifiée de Namur

En France
- Batterie de Bouviers
- Groupe fortifié l'Aisne

- Fort d'Écrouves
- Fort de Blénod
- Fort de Domgermain
- Fort de Douaumont
- Fort de Souville
- Ouvrage de Thiaumont
- Fort de Vaux
- Fort de Lucey
- Fort de Trondes
- Fort de Villey-le-Sec
- Fort de la Pompelle
- Fort du Saint-Michel
- Fort du Vieux-CantonL'entrée de la Batterie de Bouviers à Guyancourt dans les Yvelines
- Ligne Hindenburg
- Ligne Siegfried
- Ouvrage Est du Vieux-Canton
- Ouvrages d'infanterie de Toul
- Place forte de Toul
- Redoute de Dommartin
- Redoute de la Justice
- Système Séré de Rivières